# プロダクション・ナスカ
プロダクション・ナスカ (production Nasca) は、かつて存在した日本の芸能事務所。主に声優・タレントの育成・マネージメント、音響・音楽制作などを行っていた。以前のプロダクション名はスターライト・プロであった。2017年3月をもって株式会社AYUMI ONE.に事業を継承し撤退した。

## 事業撤退時の所属タレント

### 正所属
- 綾川りこ
- 橋本千明

### ジュニア
- 神部伶那
- しらたまゆかり
- 中井駿
- 馬場和男
- 真野美幸
- 岬真菜穂

## 過去に所属していたタレント（スターライト・プロ時代含む）
- Ayumi.（旧名：オリヒメヨゾラ）
- 金子未佳
- 紗夢もも
- しまむらこんぶ
- 永井ちひろ
- ながさきの
- 水霧けいと
- 米島希
- 柳英一朗